# 生活科学
生活科学（せいかつかがく、sciences of living）とは、人間生活における人間と環境の相互作用について、人的・物的両面から、自然・社会・人文の諸科学を基盤として研究し、生活の向上とともに人類の福祉に貢献する実践的総合科学である。
（※この定義は日本家政学会において採択された「家政学未来構想1984」に基づく家政学に対する定義を改定したものである。）

## 概要
生活科学の学問としての源流が家政学にあることは、その学問分野、具体的内容や大学院、大学等の研究科、学部、学科名称の変遷（たとえば大阪市立大学では、昭和50年4月に家政学部を生活科学部と改称。）からも明確である。文部科学省および日本学術振興会科学研究費補助金の分科細目表では、平成15年より総合領域・家政学・家政学一般が、総合領域・生活科学・生活科学一般と改正されている。
家政学には、その成立時の事情すなわち衣食住といった生活者個人の生活基盤が家庭に置かれていたため、専ら家政（家庭生活）を対象としているイメージが強い。しかし、時代の変遷と共に生活者個人の生活においても社会や環境との関係についての重要度が増し、家政の範疇でこれらを扱うことへの懸念が当事者すなわち当時の学者集団をして新しい名称すなわち生活科学を使用しせしめたと考えられる。同時に、家政学が内包する問題（家政学という学問が確立されるまえに「家政学」という言葉自体が有名無実のものになってしまったり、分解してしまったり、範囲が曖昧という切実な問題）の払拭も期待されたと考えられる。実際問題として、アメリカ家政学会は1994年6月にAmerican Association of Family and Consumer Sciences（アメリカ家族・消費者科学学会）に名称を変更した（詳細については家政学の項目を参照のこと）。
したがって、冒頭の定義では家政学の定義にある「家庭生活を中心とした」との文言を削除している。単純には、生活科学とは「生活者の視点から科学という公正さを持って生活を研究する学問分野」と定義できる。
ただし、従来の諸科学が生活に役立っていないあるいは生活に関連していないということは無く、この点で生活科学の独自性を疑問視する考えもある。したがって、家政学の内包する問題をそのまま引きずっている部分があることは否定できない。これは、総合領域、学際領域に属する分野の宿命でもある。

## 生活科学の分野例
- 被服学
- 食物学
- 栄養学
- 住居学
- 児童学
- 社会福祉学